# Benjamin Péret
Benjamin Péret [pere] (4. července 1899, Rezé – 18. září 1959, Paříž), byl francouzský básník, představitel surrealismu.

## Život
Narodil se v rodině úředníka, ale rodiče se dva roky po jeho narození rozvedli a Benjamin zůstal s matkou. Školu nenáviděl (jak základní, tak střední; tu opustil po jediném roce). Narukoval jako dobrovolník, ale jako zdravotník se roku 1917 v Řecku nakazil úplavicí a vrátil se do Francie, kde strávil zbytek války v Lotrinsku. Zde nalezl na lavičce Mallarméovu knihu, což se pro něj stalo iniciačním zážitkem. Po první světové válce spolupracoval s dadaistickými tvůrci (o jeho seznámení s dadaistickou skupinou píše André Breton ve svém románu Nadja), v roce 1922 se stal surrealistou. V roce 1927 vstoupil do Komunistické strany a o dva roky později odjel se svou první manželkou, brazilskou zpěvačkou Elsie Houstonovou do Brazílie, odkud jej ovšem pro politickou činnost vláda v prosinci 1931 vyhostila. V roce 1936 bojoval ve španělské občanské válce. Po francouzské mobilizaci v roce 1940 byl uvězněn pro antimilitaristickou činnost, ale po porážce Francie jej propustili na kauci a následujícího roku odjel na mexické vízum do Mexika i se svou druhou ženou, malířkou Remedios Varovou (vzali se roku 1939), kde žil až do roku 1947. V roce 1954 se ve Španělsku zúčastnil procesu s levicovými aktivisty a v roce 1955 se vrátil do Brazílie, kde žil mezi amazonskými Indiány. O rok později byl vládou ovšem opět – a opět pro politickou činnost – po předchozím uvěznění vyhoštěn. Vrátil se do Francie, kde pokračoval v umělecké i politické činnosti (například protestoval proti rozsudkům smrti nad vůdci alžírské opozice).
Zemřel roku 1959 na trombózu aorty. Je pohřben na pařížském hřbitově Batignolles.

## Dílo
Přestože Benjamin Péret vždy patřil mezi nejvýznamnější a nejaktivnější surrealisty – v české literatuře se jeho báseň J'irai veux-tu (Půjdu chceš-li)  stala přímo zosobněním surrealismu: na její účinek vzpomíná například Ludvík Kundera ; a přestože během svého pobytu v Mexiku hluboce ovlivnil například nositele Nobelovy ceny Octavia Paze, jeho tvorba zůstává snad nejméně známá z velkých surrealistických básníků. V češtině dlouho existovaly jen překlady jednotlivých básní (v antologiích jako Moderní básnické směry nebo Magnetická pole), v roce 2016 však Spolek Analogon vydal výbor z Péretovy poezie pod názvem Běžet po zrcadle jako slepec . Tento výbor uspořádal a doslovem opatřil Jan Gabriel, který je rovněž, spolu s Pavlem Řezníčkem a Vratislavem Effenbergerem, překladatelem knihy. Ve slovenštině vyšel výbor Alberta Marenčina pod názvem Jadro kométy .
Poezie
Není-li uvedeno jinak, kniha vyšla v Paříži:
- Le Passager Du Transatlantique (Pasažér transatlantického parníku), ilustrace Hans Arp, Collection Dada-Au Sans Pareil, 1921
- Au 125 Du Boulevard Saint-Germain (Saintgermainský bulvár 125), ilustrace Max Ernst, Editions de "Littérature", 1923
- Immortelle Maladie (Nesmrtelná nemoc), frontispis Man Ray, Editions de "Littérature", 1924
- Il Était Une Boulangère (Byla jednou jedna pekařka), Simon Kra-Editions Du Sagittaire, 1925
- 152 Proverbes Mis Au Goût Du Jour (152 přísloví upravených podle poslední módy), spolu s Paulem Éluardem, Editions Surréalistes, 1925
- Dormir, Dormir Dans Les Pierres (Spáti spáti v kamení), ilustrace Yves Tanguy , Editions Surréalistes, 1927; 205 výtisků, podepsaných autorem i ilustrátorem [5]
- Et Les Seins Mouraient… (ilustrace Joan Miró, Marsella: Les Cahiers Du Sud,1927).
- Le Grand Jeu (Vysoká hra) portrét autora Man Ray, NRF-Gallimard, 1928; prolog Robert Benayoun, reedice Gallimard-Collection Poésie, 1969
- De Derrière Les Fagots, ilustrace Pablo Picasso a Salvador Dalí, Librairie José Corti, 1934
- Je Ne Mange Pas De Ce Pain-La (Z tohoto chleba nejím), Editions Surréalistes, 1936
- Je Sublime (Sublimuji), Editions Surréalistes, 1936
- Trois Cerises Et Une Sardine (Tři třešně a jedna sardinka), GLM, 1938; reedice Editions Syllepse-Collection Les Archipels Du Surréalisme, 1999
- Au Paradis Des Fantomes (V ráji přízraků), Collection "Un Divertissement"-Parisot, 1938
- Les Malheurs D'Un Dollar (Maléry dolaru), Editions De "La Main Á Plume", cca 1943
- La Parole Est Á Péret (Slovo má Péret), New York: Éditions Surréalistes, 1943
- Le Deshonneur Des Poètes (Hanba básníků) México: 1945; Jean-Jacques Pauvert Éditeur-Liberté 23, 1965; Librairie José Corti, 1986; Éditions Mille Et Une Nuits-Texte Intégral No. 120, 1996).
- Dernièr Malheur, Dernièr Chance (Poslední neštěstí, poslední šance), Jean-Jacques Pauvert Editions De La Revue Fontaine, 1945
- Main Forte (Silná ruka) Editions De La Revue Fontaine-Collection L'Age D'Or, 1945 – výbor předválečných a nevydaných básní
- Feu Central (Centrální oheň) Editions K, 1947 – další výbor předválečných a nevydaných básní
- La Brebis Galante (Galantní ovce), ilustrace Max Ernst, Edition Premières, 1949; Éditions du Le Terrain Vague, 1949; Editions Perseides-Collection La Lune Attique, 2005
- Almanach Surréaliste du Demi-Siècle (Surrealistický almanch půlstoletí), spolu s André Bretonem; Éditions du Sagittaire, 1950
- Air Mexicain (Mexický vzduch), litografie Rufino Tamayo, Librairie Arcanes-Éric Losfeld, 1952
- Bouillon Douze Heures (s Robertem Benayounem), 1952
- Mort Aux Vaches Et Au Champ D'Honneur (Smrt kravám a válečným polím), obálka Guy Doumayrou, Libraire Arcanes-Humour Noir, 1953; Eric Losfeld, 1967 [6]
- Anthologie De L'Amour Sublime (Antologie vznešené lásky), Albin Michel, 1956 – jako editor
- Œuvres Complétes (7 volumenes) (Sebrané spisy, 7 svazků), Eric Losfeld-José Corti-Association des amis de Benjamin Péret, 1969–1995
- Benjamin Péret, Jadro kométy, Bratislava, Slovenský spisovatel, 1995; překlad a doslov Albert Marenčin

Publicistika
- Le Deshonneur Des Poètes (Hanba básníků) México, Jean-Jacques Pauvert, 1945 – pamflet vydaný jako reakce na antologii francouzské odbojové poezie Čest básníků, který vyvolal skandál tím, že odmítl používat poezii pro službu politice
- Le Manifeste Des Exegetes (Manifest exegetů), pod pseudonymem Peralta; México D. F.: Editorial Revolución-Grupo Español en México de la Cuarta Internacional, 1946

## O Péretovi
"Péret je básník velké a výbojné obrazotvornosti. Mimo poezii pramenící z bezprostředního psychického automatismu píše též poezii, jejíž básnický výraz uplatňuje ve službách revoluční činnosti. I v nich je vždy veliké obrazové bohatství. Benjamin Péret spojuje bezprostřední obraznost s duchem odboje, vzpoury, satiry, nadsázky." (Vítězslav Nezval: Moderní básnické směry, Československý spisovatel Praha, 1984, str. 142; 1. vydání 1937)
„Po třicet let byl světlem, které mi každodenně zkrášlovalo život.“ (André Breton)